# Національний парк Баррен
Національний парк Баррен — один із шести національних парків в Ірландії, якими керує Служба національних парків та дикої природи Департаменту культури, спадщини та гельтахта. Він розташований на заході Ірландії в районі Баррен, графство Клер.

## Історія
Національний парк Буррен був заснований і відкритий для громадськості в 1991 році. Він має 1500 гектарів гір, боліт, вересу, пасовищ та лісів. Парк є найменшим із національних парків Ірландії.